# Latty (Ohio)
Latty es una villa ubicada en el condado de Paulding en el estado estadounidense de Ohio. En el Censo de 2010 tenía una población de 193 habitantes y una densidad poblacional de 277,02 personas por km².

## Geografía
Latty se encuentra ubicada en las coordenadas 41°5′16″N 84°34′59″O / 41.08778, -84.58306. Según la Oficina del Censo de los Estados Unidos, Latty tiene una superficie total de 0.7 km², de la cual 0.7 km² corresponden a tierra firme y (0%) 0 km² es agua.

## Demografía
Según el censo de 2010, había 193 personas residiendo en Latty. La densidad de población era de 277,02 hab./km². De los 193 habitantes, Latty estaba compuesto por el 88.6% blancos, el 5.18% eran afroamericanos, el 3.11% eran amerindios, el 0% eran asiáticos, el 0% eran isleños del Pacífico, el 0% eran de otras razas y el 3.11% pertenecían a dos o más razas. Del total de la población el 3.63% eran hispanos o latinos de cualquier raza.